# YEP!
YEP! war ein Cartoon- und Anime-Block der YEP! TV Betriebs GmbH & Co. KG, welcher vom 4. September 2013 bis 30. Juni 2015 auf dem Free-TV-Sender ProSieben Maxx ausgestrahlt wurde.
Die Mutterkonzerne der YEP! TV Betriebs GmbH & Co. KG sind die m4e AG mit Sitz in München und die Mainstream Media AG. Beide Firmen halten jeweils 48 % an der YEP! TV Betriebs GmbH & Co. KG. Seit Februar 2014 hält außerdem Andreas Bartl 4 % am Unternehmen. 
Ursprünglich wurde YEP! als eigener Kinder- und Jugendsender geplant, jedoch wurde dies, zugunsten von ProSieben Maxx, zunächst auf Eis gelegt und ein Vertrag mit ProSiebenSat.1 Media unterzeichnet, in dem YEP! ein tägliches Programmfenster eingeräumt wurde. Das Programmfenster wurde montags bis freitags zwischen 06:00 Uhr und 08:30 Uhr sowie 13:30 Uhr bis 18:30 Uhr ausgestrahlt. Am Wochenende wurde das YEP!-Programm zwischen 06:00 Uhr und 15:00 Uhr ausgestrahlt. 
Das Programm von YEP! richtete sich hauptsächlich an Jungen im Alter von 6 bis 13 Jahren und beinhaltete Abenteuer, Action, Fantasy und Comedy. Bei der Programmauswahl bediente sich YEP! teilweise aus dem Portfolio der m4e (unter anderem: "Storm Hawks", "B-DAMAN Crossfire" und "Die Cramp Twins"), aber auch externe Sendungen.
Zum 1. Juli 2015 wurde das Programmfenster von YEP! eingestellt und durch "Anime Action"  und "Super-Heroes" für Cartoons ersetzt.
Seitdem beschränkt sich die YEP! TV Betriebs GmbH & Co. KG auf die Dienstleistung als Distributions-Service für den Sender ProSieben Maxx.

## Sendungen

### Cartoonserien
- Die Cramp Twins
- Drei Freunde ...und Jerry
- Fantastic Four – Die größten Helden aller Zeiten
- Immer Ärger mit Newton
- Jackie Chan Adventures
- Men in Black
- Oggy und die Kakerlaken
- Slugterra
- Storm Hawks
- The Spectacular Spider-Man
- Hero Factory
- Die Daltons
- Hulk und das Team S.M.A.S.H.
- Avengers – Gemeinsam unbesiegbar!
- Beware the Batman

### Animeserien
- B-Daman Crossfire[8]
- Digimon Fusion
- Dragon Ball
- Naruto
- Naruto Shippuden
- One Piece
- Pokémon
- Pokémon Origins
- Yu-Gi-Oh! GX
- Yu-Gi-Oh! ZEXAL (ab Folge 50)
- Yu-Gi-Oh! ZEXAL II
- Tenkai Knights
- Yu-Gi-Oh! Arc-V

### Anime-Filme
- One Piece – Der Film
- One Piece – Abenteuer auf der Spiralinsel!
- One Piece – Chopper auf der Insel der seltsamen Tiere
- One Piece – Das Dead End Rennen
- One Piece – Der Fluch des heiligen Schwerts
- One Piece – Baron Omatsuri und die geheimnisvolle Insel
- One Piece – Schloss Karakuris Metall-Soldaten
- One Piece – Abenteuer in Alabasta – Die Wüstenprinzessin
- One Piece - Chopper und das Wunder der Winterkirschblüte
- One Piece – Strong World
- One Piece Z
- Pokémon 10: Der Aufstieg von Darkrai
- Pokémon 11: Giratina und der Himmelsritter
- Pokémon 12: Arceus und das Juwel des Lebens
- Pokémon – Zoroark: Meister der Illusion
- Pokémon – Der Film: Schwarz - Victini und Reshiram
- Pokémon – Der Film: Weiß - Victini und Zekrom
- Pokémon – Der Film: Kyurem gegen den Ritter der Redlichkeit
- Pokémon – Der Film: Genesect und die wiedererwachte Legende

## Empfang
YEP! wurde als Programmblock über die Frequenzen von ProSieben Maxx verbreitet.